# O Fantasma da Ópera (filme de 2004)
The Phantom of the Opera (prt: O Fantasma da Ópera, ou O Fantasma da Ópera de Andrew Lloyd Webber; bra: O Fantasma da Ópera), ou ainda Andrew Lloyd Webber's Phantom of the Opera, é um filme britano-estadunidense de 2004, do gênero drama histórico-romântico-musical, dirigido por Joel Schumacher, com roteiro de Andrew Lloyd Webber baseado em seu musical The Phantom of the Opera, por sua vez uma adaptação do romance Le Fantôme de l'Opéra, de Gaston Leroux.
Estrelado por Gerard Butler, Emmy Rossum, Patrick Wilson, Miranda Richardson, Minnie Driver e Jennifer Ellison, o filme arrecadou US$ 154,6 milhões em todo o mundo e recebeu avaliações negativas por parte dos críticos, os quais, mesmo elogiando o aspecto visual e as atuações (particularmente a de Rossum), criticaram o roteiro e a direção.

## Enredo
La Carlotta é a diva de uma conceituada companhia teatral, que é responsável pelas óperas realizadas em um imponente teatro. Temperamental, La Carlotta se irrita pela ausência de um solo na nova produção da companhia e decide abandonar os ensaios. Com a estréia marcada para o mesmo dia, os novos donos do teatro não têm alternativa senão aceitar a sugestão de Madame Giry e escalar em seu lugar a jovem Christine Daaé, que fazia parte do coral. Christine faz sucesso em sua estreia, chamando a atenção do Visconde de Chagny, o novo patrocinador da companhia. O Visconde e Christine se conheceram ainda crianças, mas ele apenas a reconhece na encenação da ópera. Porém, o que nem ele nem ninguém da companhia, com exceção de Madame Giry, sabem é que Christine tem um tutor misterioso, que acompanha nas sombras tudo o que acontece no teatro: o Fantasma da Ópera.

## Elenco
- Gerard Butler ...... Erik, o Fantasma
- Emmy Rossum ...... Christine Daaé
- Patrick Wilson ...... Visconde Raoul de Chagny
- Miranda Richardson ...... Madame Giry
- Jennifer Ellison ...... Meg Giry
- Minnie Driver ...... Carlotta Giudicelli
- Simon Callow ...... Gilles André
- Ciarán Hinds ...... Richard Firmin
- Victor McGuire ...... Ubaldo Piangi
- Murray Melvin ...... Monsieur Reyer
- Kevin McNally ...... Buquet
- James Fleet ...... Monsieur Lefèvre

## Trilha sonora

Cena do número musical Stranger than you dream it

Todas as canções presentes no filme são composições de Andrew Lloyd Webber, Charles Hart e Richard Stilgoe. A versão ouvida no filme é cantada pelos atores do elenco.  A única atriz que não canta as canções é Minnie Driver, a Carlota. Sempre que sua personagem canta, a voz que se ouve é da professora de canto  Margaret Preece, porém Minnie Driver canta a última música do filme, Learn to be lonely, a música dos créditos finais.[carece de fontes?]
1. Auction at the Opera Populaire, 1919 (Prologue)
2. Hannibal
3. Think of Me
4. Angel of Music
5. Little Lotte
6. The Mirror (Angel of Music-Reprise)
7. The Phantom of the Opera
8. The Music of the Night
9. Magical Lasso
10. Notes
11. Prima Donna
12. Poor Fool, He Makes Me Laugh
13. Il Muto
14. Why Have You Brought Me Here?
15. Raoul I've Been There
16. All I Ask of You
17. All I Ask of You (Reprise)
18. Masquerade
19. Why So Silent
20. Ultimatums
21. Journey To the Cemetery
22. Wishing You Were Somehow Here Again
23. Wandering Child
24. We Have All Been Blind
25. Twisted Every Way
26. Don Juan
27. The Point of No Return
28. Down Once More
29. Track Down This Murderer
30. Learn To Be Lonely

## Prêmios e indicações
| Prêmio/Evento                    | Categoria                         | Recipiente           | Resultado                   |
| -------------------------------- | --------------------------------- | -------------------- | --------------------------- |
| Oscar 2005                       | Melhor design de produção         | Anthony Pratt        | Indicado                    |
| Oscar 2005                       | Melhor fotografia                 | John Mathieson       | Indicado                    |
| Oscar 2005                       | Melhor canção original            | "Learn to Be Lonely" | Indicada                    |
| Golden Globe 2005                | Melhor filme - comédia ou musical |                      | Indicado                    |
| Golden Globe 2005                | Melhor canção original            | "Learn to Be Lonely" | Indicado                    |
| Golden Globe 2005                | Melhor atriz - comédia ou musical | Emmy Rossum          | Indicada                    |
| Academia Japonesa de Cinema 2006 | Melhor filme estrangeiro          |                      | Indicado[carece de fontes?] |